# Josué Prieto
Josué Prieto Figueredo (Chulumani, Sud Yungas, 31 de octubre de 2000) es un futbolista boliviano. Juega como defensa en CDT Real Oruro de la Primera División de Bolivia.

## Clubes
| Club                  | País    | Año           |
| --------------------- | ------- | ------------- |
| San José              | Bolivia | 2021          |
| FC Universitario      | Bolivia | 2022          |
| CDT Real Oruro        | Bolivia | 2023          |
| San Antonio Bulo Bulo | Bolivia | 2024          |
| CDT Real Oruro        | Bolivia | 2025-presente |

## Palmarés

### Torneos cortos
| Título          | Club                  | Año  |
| --------------- | --------------------- | ---- |
| Torneo Apertura | San Antonio Bulo Bulo | 2024 |